# Нидергерсдорф
Нидергерсдорф (њем. Niedergörsdorf) општина је у њемачкој савезној држави Бранденбург. Једно је од 16 општинских средишта округа Телтов-Флеминг. Према процјени из 2010. у општини је живјело 6.468 становника. Посједује регионалну шифру (AGS) 12072297.

## Географски и демографски подаци
Нидергерсдорф се налази у савезној држави Бранденбург у округу Телтов-Флеминг. Општина се налази на надморској висини од 84 метра. Површина општине износи 204,7 km². У самом мјесту је, према процјени из 2010. године, живјело 6.468 становника. Просјечна густина становништва износи 32 становника/km².

## Међународна сарадња
| Мјесто | Држава               | Врста сарадње | Од    |
| ------ | -------------------- | ------------- | ----- |
|        | Пољска               | контакт       | 1996. |
| Витам  | Уједињено Краљевство | контакт       | 1987. |
|        | Француска            | контакт       | 1967. |
| Извор  |                      |               |       |